# Waru (Jepon)
Waru is een bestuurslaag in het regentschap Blora van de provincie Midden-Java, Indonesië. Waru telt 1164 inwoners (volkstelling 2010).